# Hemacroneuria marginalis
Hemacroneuria marginalis és una espècie d'insecte plecòpter pertanyent a la família dels pèrlids.

## Etimologia
El seu nom científic fa referència a les franges clares i marginals que hi ha al llarg dels marges laterals del pronot dels adults.

## Descripció
- Els adults presenten, en general, una coloració de marró fosc a negre amb un patró groc clar, els ocels petits, el pronot marró fosc, les potes de color marró fosc i les membranes alars marró fosc llevat d'una àrea més clara.
- Les ales anteriors del mascle fan 18 mm de llargària i les de la femella 17.
- La vagina de la femella és esvelta i completament membranosa.
- La larva fa 17 mm de llargada corporal, és de color groc-marró clar sense un patró característic, presenta cinc dents a cada mandíbula i té el pronot completament envoltat de pèls al llarg dels marges laterals.[3]

## Hàbitat
En el seu estadi immadur és aquàtic i viu a l'aigua dolça, mentre que com a adult és terrestre i volador.

## Distribució geogràfica
Es troba a Àsia: el Vietnam.